# Theologische Revue
Die Theologische Revue (ThRv) ist eine wissenschaftliche Zeitschrift für die Gebiete Theologie und Religionswissenschaft, die ausschließlich Rezensionen publiziert. Sie wurde 1902 in Münster gegründet, erscheint beim Aschendorff Verlag (Münster) und wird von den Professorinnen und Professoren der Katholisch-Theologischen Fakultät der Universität Münster herausgegeben. Die ThRv ist in Absicht und Konzeption ihrem evangelischen Pendant, der Theologischen Literaturzeitung, verwandt.

## Geschichte
Die Theologische Revue wurde 1902 von Franz Diekamp gegründet und erschien erstmals am 4. Januar desselben Jahres beim Aschendorff-Verlag. Aufgrund der beiden Weltkriege konnte der 50. Jahrgang erst im Jahr 1954 erscheinen. Das entscheidende Ereignis für die Theologische Revue in der Nachkriegszeit war das Zweite Vatikanische Konzil, das zum Symbol der Erneuerung der katholischen Kirche wurde. In den nachkonziliaren Veröffentlichungen der Zeitschrift wurde die Neubestimmung von Lehre und Leben der katholischen Kirche entsprechend den Erfordernissen der Zeit aufgenommen. Diese Entwicklung führte dazu, dass die Theologische Revue zu einer Kommunikationsplattform für führende Theologinnen und Theologen heranwuchs. Ebenso zeigte sich in der Revue der zunehmende Polyzentrismus von Kirche und Theologie, zumal auch die gesamte Münsteraner Fakultät eine globale Ausrichtung annahm. Dadurch erhielten etwa der Dialog mit den anderen Religionen als auch eine internationale Ausrichtung und damit die stärkere Berücksichtigung von Anliegen aus anderen Teilen der Welt immer größere Bedeutung. Eine weitere Umbruchphase stellten die 1970er und 1980er Jahre dar, in denen die Aufarbeitung des Nationalsozialismus und die sich ändernden politischen Verhältnisse die Themenwahl beeinflussten. Neueren Entwicklungen innerhalb der katholischen Theologie wurde Platz gegeben: Feministische Theologie, die Frage der Postmoderne, die Beziehung zwischen Theologie und Kultur, neuere Philosophie, Neurobiologie und Grenzfragen zwischen Theologie und Naturwissenschaft.
Im Jahr 2002 wurde in einem Festakt das 100-jährige Bestehen der Theologischen Revue gefeiert.
Herausgeber und Schriftleiter
Herausgeber:
- Nr. 1, 4. Januar 1902: Franz Diekamp
- 1902–1908: August Bludau und Franz Diekamp
- ab Jahrgang 8/1909–1925: Franz Diekamp
- ab Jahrgang 25/1926: Franz Diekamp und Arnold Struker
- ab Jahrgang 42/1943: Arnold Struker
- ab Jahrgang 44/1948: Herausgegeben von der Katholisch-Theologischen Fakultät der Universität Münster
- ab Jahrgang 105/2009: Änderung der Herausgeberschaft in „…von den Professorinnen und Professoren der Katholisch-Theologischen Fakultät der Universität Münster“

Schriftleiter:
- ab Jahrgang 44/1948 – 1957: Josef Gewiess und Bernhard Nisters
- ab Jahrgang 55/1959 – 1961: Hermann Eising und Bernhard Nisters
- ab Jahrgang 57/1961 – 1970: Hermann Eising
- ab Jahrgang 67/1971 – 1988: Erwin Iserloh und Vinzenz Pfnür
- ab Jahrgang 85/1989 – 1995: Vinzenz Pfnür
- ab Jahrgang 92/1996 – 2009: Harald Wagner
- ab Jahrgang 105/2009 – 2020: Thomas Bremer
- seit Jahrgang 116/2020: Adrian Wypadlo

## Zielsetzung und Aufgabe
Bis heute steht die Theologische Revue im Geiste des 2. Vatikanischen Konzils, d. h. ihr Hauptanliegen ist die stetige Erneuerung der katholischen Kirche und Theologie im Blick auf die aktuelle Situation der Zeit. Der Revue geht es darum, dem nationalen und internationalen Leserkreis die neuesten wissenschaftlichen Entwicklungen und Tendenzen im Bereich der Theologie und ihrer Grenzwissenschaften vorzustellen. Die Zeitschrift arbeitet sowohl konfessionsübergreifend als auch international.

## Aufbau und Erscheinungsweise
Die ThRv publiziert sechs Hefte pro Jahrgang. In jeder Ausgabe gibt es einen Leitartikel, der ein aktuelles Forschungsthema innerhalb der Theologie anhand der einschlägigen Neuerscheinungen thematisiert und eine Sammelrezension bzw. einen Literaturbericht darstellt. Dem Leitartikel folgen Rezensionen zu neueren Büchern. Der Rezensionsteil ist in fachliche Bereiche gegliedert; in jeder Ausgabe werden Besprechungen aus etwa zehn Bereichen publiziert.
Neben den Rezensionen gibt es noch Kurzanzeigen zu einzelnen Büchern sowie eine Bibliographie von Sammelwerken, Festschriften und Zeitschriften, die neu veröffentlicht, aber nicht in der ThRv rezensiert wurden. 
Der ersten Ausgabe des Jahres wird ein Jahresverzeichnis mit allen Rezensionen des vergangenen Jahres beigefügt. Zudem wird in der zweiten Ausgabe eines Jahrgangs eine Übersicht über alle theologischen Dissertationen und Habilitationen veröffentlicht, die im abgelaufenen akademischen Jahr im deutschsprachigen Raum erstellt wurden.
Seit dem Januar 2020 erscheint die Theologische Revue auch monatlich als frei zugängliche Online-Zeitschrift.